# 42 Korpus Armijny (Imperium Rosyjskie)
42 Korpus Armijny (ros. 42-й армейский корпус) – jeden ze związków operacyjno-taktycznych  Imperium Rosyjskiego w czasie I wojny światowej. Rozformowany na początku 1918. 

## Podporządkowanie
- 6 Armii (15.08.1915 – 27.11.1916)
- Front Północny – na prawach armii (26.12.1916 – grudzień 1917)

## Dowódcy Korpusu
- gen. lejtnant A.A. Riesin (czerwiec – grudzień 1915)
- gen. lejtnant A.A. Gulewicz (marzec 1916 – kwiecień 1917)
- gen. kawalerii W.A. Oranowskij (kwiecień – czerwiec 1917)
- gen. lejtnant G.M. Wannowskij (czerwiec – sierpień 1917)
- gen. lejtnant R.F. Walter (od sierpnia 1917)